# 金子治司
金子 治司（かねこ はるじ、1925年 - 1980年）は、日本のジャーナリスト、文筆家。

## 略歴
台湾生まれ。大倉高等商業学校（東京経済大学の前身）卒、1950年東京新聞に入り、社会部記者、次長。1967年中日新聞東京本社に移り、編集委員。多くの一般向け雑学書などを書いた。

## 著書
- 『素顔の動物』 (ポケット文春)文芸春秋 1966
- 『明治の日本』早川書房 1968
- 『維新の日本』早川書房 1968
- 『幕末の日本』早川書房 1968
- 『魚もセックスする 人間も失神する高度なテクニック!』 (双葉新書) 双葉社 1968 『魚のセックス』大陸書房 1980
- 『住宅大作戦 プレハブからマンションまで』 (双葉新書) 双葉社 1969
- 『日本企業の世界侵略 勝利を生む根性とアイデア』 (双葉新書)双葉社 1969
- 『税金大作戦 このテを使えば安くなる!』 (双葉新書)双葉社 1970
- 『円の風土をゆく 物価その世相史』評言社 1972
- 『よいホテル安い宿 ビジネスホテル他全国宿泊施設ガイド付』評言社 1975
- 『幕末史話 第1巻 (夜明け前の群像)』創造 1976
- 『幕末史話 第2巻 (黒船前後)』創造 1976
- 『歴史夜語り 日本史こぼれ話』創造 1976
- 『全国・味の旅・車の旅・汽車の旅』評言社 1977
- 『住宅知識のすべて 家と土地を上手に選ぶ』啓明書房 1978

### 共著
- 『金融 銀行の裏口から街の金融まで』高丘季昭共著 緑書房 1956